# Piper froesii
Piper froesii är en pepparväxtart som beskrevs av Truman George Yuncker. Piper froesii ingår i släktet Piper och familjen pepparväxter. Inga underarter finns listade i Catalogue of Life.